# Galearis spectabilis
Espèce
Classification phylogénétique
L'Orchis brillant ou Galéaris remarquable (Galearis spectabilis) est une espèce de plantes à fleurs de la famille des orchidaceae (les orchidées) originaire d’Amérique du Nord.

## Habitat
La plante est présente dans la moitié orientale du Canada et des États-Unis. Au nord, elle est présente dans la province de Québec alors qu’au sud, elle est présente jusqu’en Alabama. À l’ouest, elle est présente de la province de l’Ontario jusqu’en Oklahoma en passant par le Kansas et le Nebraska.

## Description

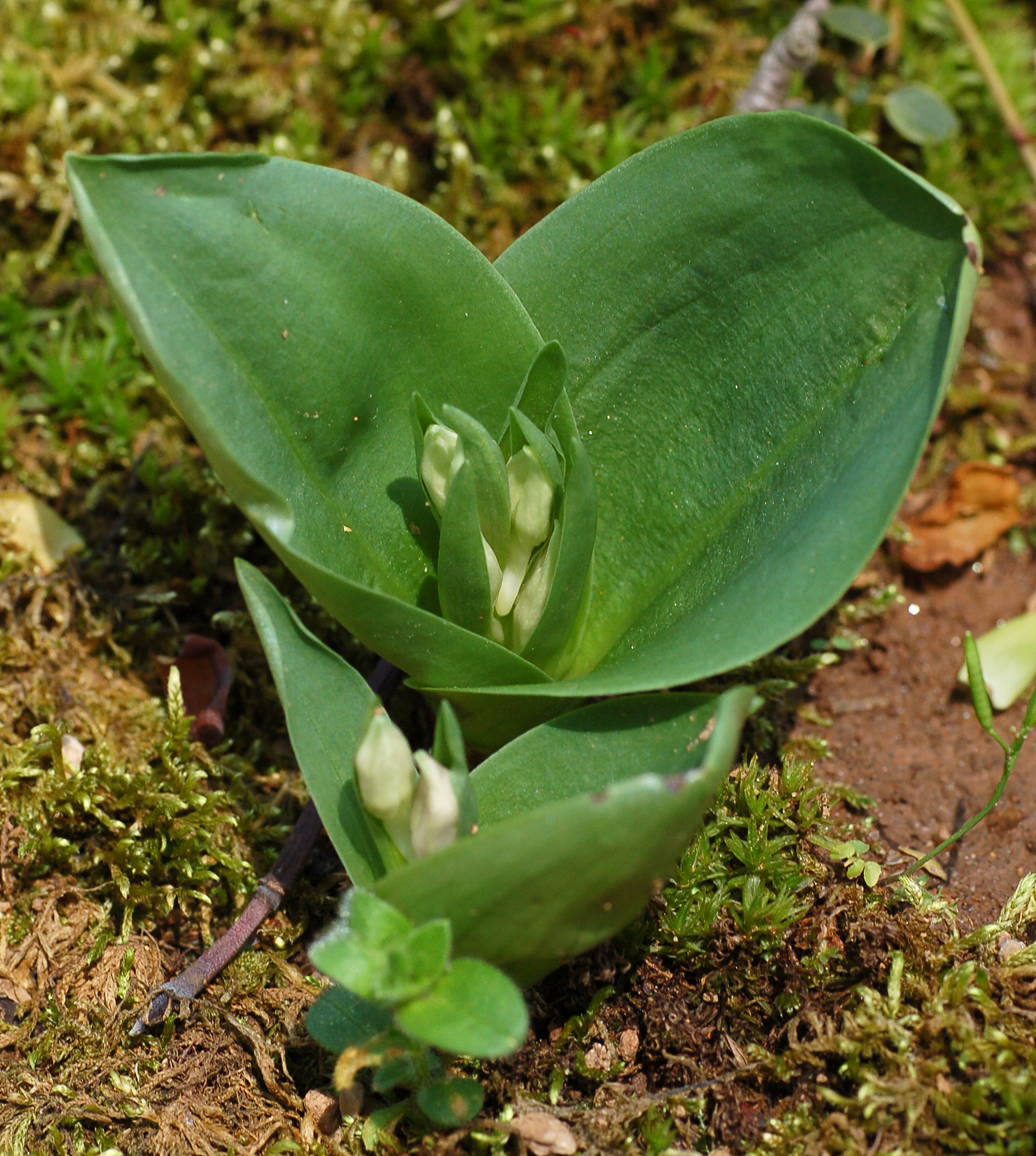
Orchis brillant.

L’Orchis brillant est une plante vivace à larges feuilles vertes. Lors de la floraison, l’orchidée se garnit de fleurs avec des colorations blanchâtre et rosâtre.